# Guillamil
Guillamil (llamada oficialmente Santo André de Guillamil) es una parroquia y un lugar del municipio español de Rairiz de Veiga, en la provincia de Orense, Galicia.

## Toponimia
La parroquia también es conocida por el nombre de San Andrés de Guillamil.

## Organización territorial
La parroquia está formada por ocho entidades de población:
- Azureiros
- Barracel
- Filgueiras
- Guillamil
- Nigueiroá
- Quilmelas
- Rosén
- Xuxá

## Demografía

### Parroquia
| Gráfica de evolución demográfica de Guillamil (parroquia) entre 2000 y 2023 |
|                                                                             |
| Datos según el nomenclátor publicado por el INE.                            |

### Lugar
| Gráfica de evolución demográfica de Guillamil (lugar) entre 2000 y 2023 |
|                                                                         |
| Datos según el nomenclátor publicado por el INE.                        |